# Kashin
Kashin Khan, o Kachin Khan (... – 1236), è stato un condottiero del clan reale mongolo; in quanto nipote di Gengis Khan, era un pretendente al Gran Khanato.

## Biografia
Figlio del primo Gran Khan Ögödei e di Töregene Khatun era il fratello del secondo Gran Khan Güyük.
Ebbe in moglie Sanga Khatun e con lei ebbe il figlio, suo erede, Kaidu Khan.